# Max Bauer (Landrat)
Max Bauer (* 4. Februar 1906 in Langenau (Baden-Württemberg); † nach 1960) war ein deutscher Landrat.

## Leben
Nach dem Abitur absolvierte Max Bauer ein Studium der Rechtswissenschaften und legte nach dem juristischen Vorbereitungsdienst im Jahre 1932 das große Staatsexamen (früher Staatskonkurs) ab. Am 3. März 1933 promovierte er mit der Dissertation „Die Grenzen der Beschlagnahme nach den §§ 94ff Strafprozeßordnung“ zum Dr. jur. Im Frühjahr 1933 wurde er juristischer Hilfsarbeiter beim Arbeitsamt Augsburg und zum Jahresbeginn 1934 Leiter des NSDAP-Reichsrechtsamts. Der NSDAP war er bereits zum 9. Juli 1929 beigetreten (Mitgliedsnummer 138.002). 1931 wurde er Mitglied der SA, von der er 1936 zur SS wechselte (SS-Nummer 280.190). Er wurde 1937 für den Sicherheitsdienst der SS (SD) tätig.
Zum 1. Mai 1935 erhielt er die Ernennung zum Amtsgerichtsrat beim Amtsgericht München, mit gleichzeitiger Beurlaubung zur weiteren Tätigkeit bei der NSDAP-Reichsleitung. Bevor er am 1. Mai 1939 mit der Leitung des Landratsamtes Ebern beauftragt wurde, war die Beurlaubung für die Tätigkeit bei der NSDAP-Reichsleitung aufgehoben und Bauer zum Bezirksamt Freising beordert worden. Seine Amtszeit in Ebern wurde durch den Kriegsdienst unterbrochen und endete am 7. Mai 1945 mit seiner Festnahme und Internierung. Am 28. April 1948 wurde er aus der Kriegsgefangenschaft entlassen. Im Entnazifizierungsverfahren  am 10. Juli 1948 reihte ihn die Spruchkammer Ebern als Mitläufer ein, wurde jedoch wegen der Dauer der Internierung als Minderbelasteter herabgestuft. Bauer nahm eine Tätigkeit als Rechtsanwalt in Nürnberg auf und stellte später einen Antrag auf Unterhaltsleistungen, der vom Staatsministerium des Innern abgelehnt wurde. Übergangsweise erhielt er Leistungen nach dem Gesetz zur Regelung der Rechtsverhältnisse der unter Artikel 131 des Grundgesetzes fallenden Personen. Am 14. März 1960 wurde er als Regierungsrat wieder eingestellt und der Regierung von Niederbayern zugewiesen. Über seinen weiteren Lebensweg gibt die Quellenlage keine Aufschlüsse.